# Íránské korunovační klenoty

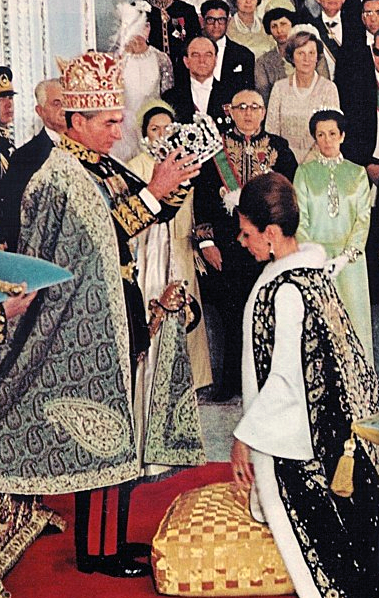
Šáh Muhammad Rezá Pahlaví korunuje svou manželku, šáhbanu Farah.

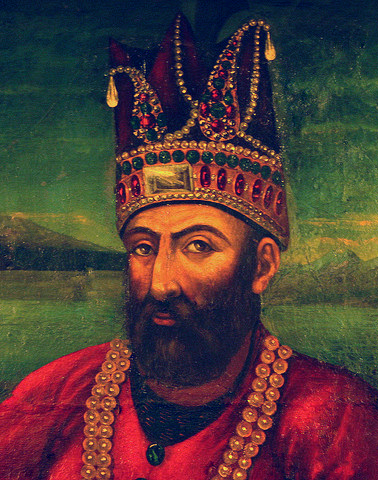
Nádir Šáh s korunou dynastie Afšárovců (1747)

Íránské korunovační klenoty (persky جواهرات ملی ایران) resp. perské korunovační klenoty je soubor osobních korunovačních klenotů Íránu, užívaných k ceremonii korunovace šáha (císaře) a šáhbanu (císařovny) Íránu, a dále národní poklad Íránu, symbolizující bohatství impéria. 

## Historie
Poklad obsahuje řadu klenotů i samotných drahokamů a perel, shromažďovaných íránskými monarchy od počátku 16. století. Většina předmětů pochází z doby vlády dynastie Safíovců (1501–1722). Původně byly uchovávány v Isfahánu, který byl hlavním městem říše. Tam je v roce 1719 vyrabovali Afghánci. Nádir Šáh z dynastie Afšarovců roku 1739 podnikl odvetnou výpravu do Afghánistánu a severní Indie, a zmocnil se jiných pokladů. Mezi tehdy uloupenými skvosty byl například šáhův palcát, nebo diamant Koh-i-Noor, který se po zavraždění Nádira stal součástí klenotů indických a s nimi jej uloupili pro svůj korunovační poklad Britové. Naposledy byly stávající korunovační klenoty použity při korunovaci posledního šáha Muhammada Rézy Pahlavího a jeho manželky, šáhbanu Farah v roce 1967.

## Obsah
Předměty se dělí na ceremoniálně navlékané a nošené, a na ty, které jsou určeny k reprezentaci státu a tezauraci ve státním pokladu. 
- Koruny šáha a šáhbanu
- Šáhův zlatý korunovační pás se smaragdem
- Svatební tiára císařovny Farah s růžovým diamantem Noor-ol-Ain o váze 60 karátů; Farah ji dostala roku 1958 od Muhammada Rézy Pahlavího ke sňatku.
- Diamant Daria-i-Noor, o váze 182 karátů, narůžovělé barvy, vkládá se do šáhovy koruny a je odnímatelný
- Korunní meč
- Korunovační náhrdelník
- Korunovační náhrdelník se smaragdy
- Zlatá karafa vykládaná drahokamy, sloužila pro nápoj na ceremoniální přípitek
- Zlatá poklice vykládaná diamanty, sloužila na talíř s ceremoniálním jídlem
- Zlatý Naderi trůn Fát Alí šáha
- truhlice se šňůrami mořských perel
- další

## Uložení
Původně byly klenoty v Isfahánu. Od nástupu dynastie Pahlaví jsou uschovány v trezorech v podzemí íránské ústřední banky v Teheránu a některé příležitostně vystavovány v Íránském národním muzeu (původně muzeum dynastie Pahlaví). 

## Galerie

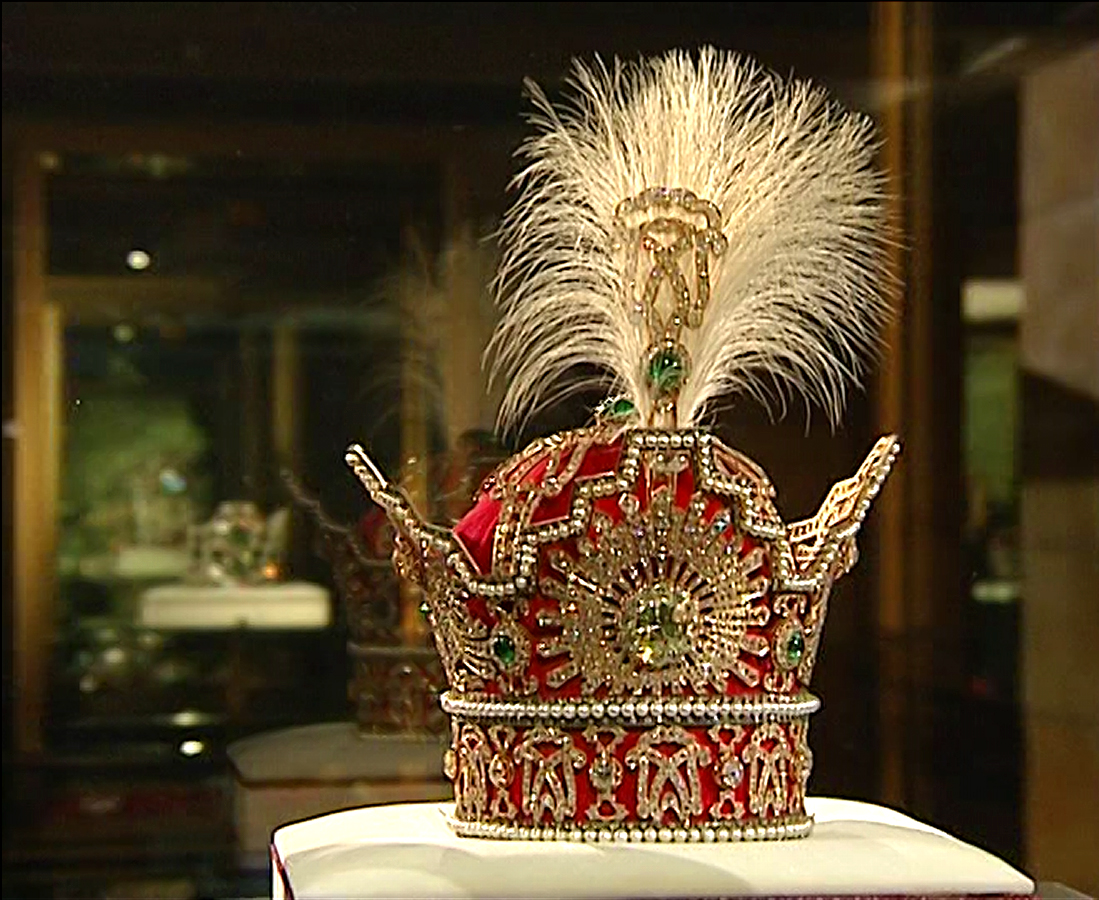
Koruna šáha Pahlaví
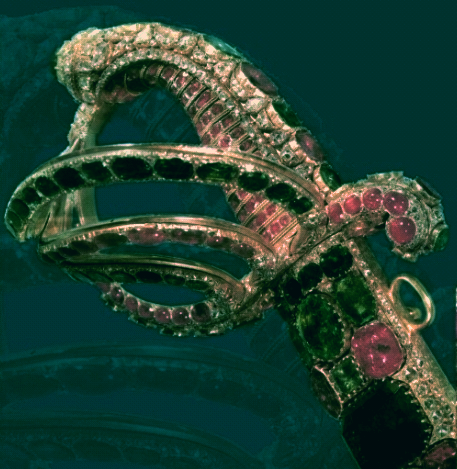
Jílec říšského meče
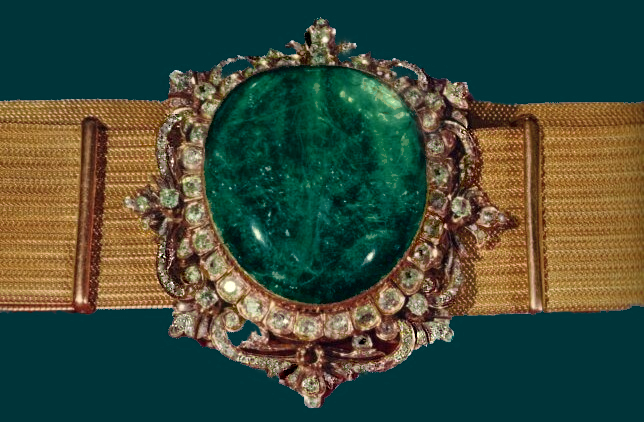
Šáhův korunovační pás
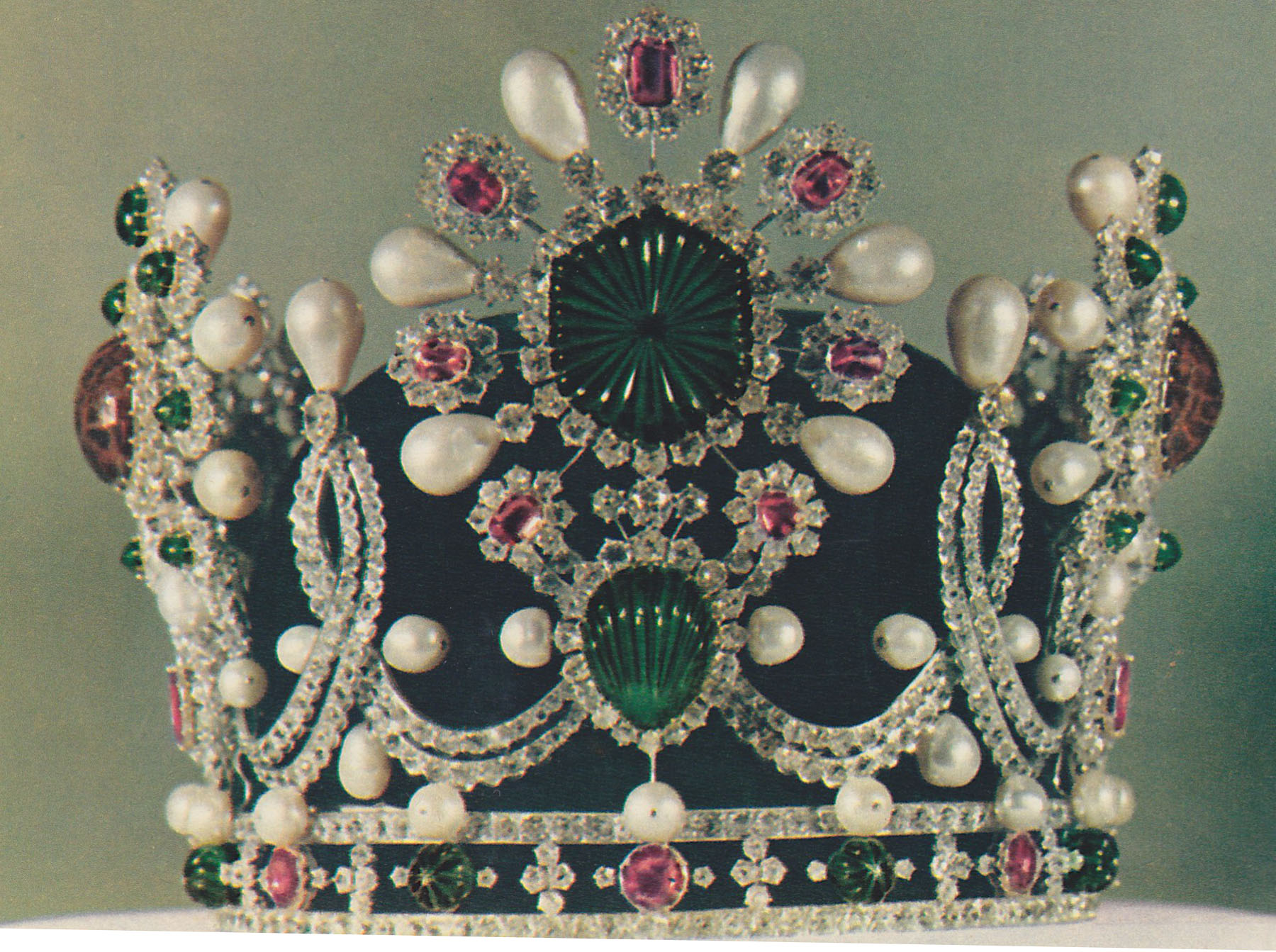
Koruna šáhbanu Farah
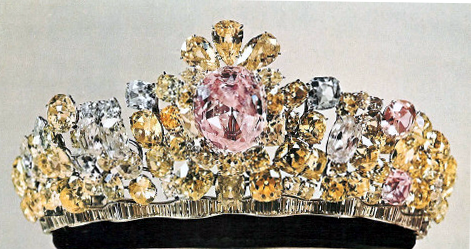
Tiára Farah s diamantem Noor-ol-Ain
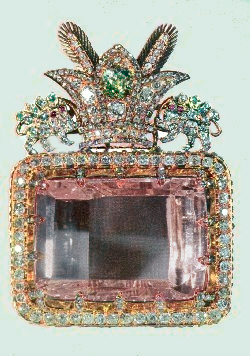
Diamant Daria-i-Noor
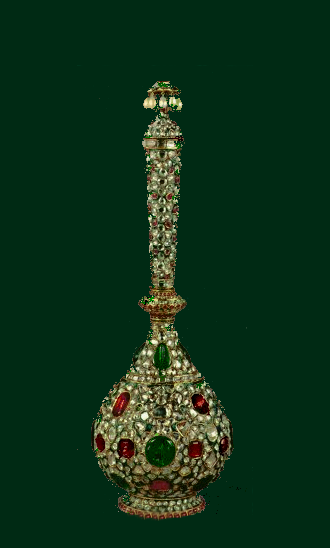
Zlatá karafa s drahokamy
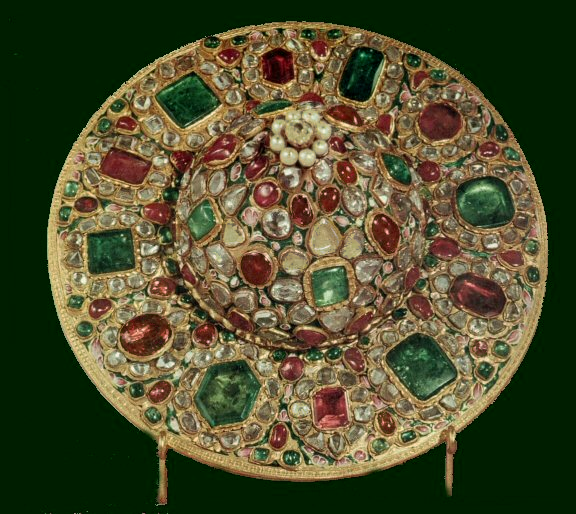
Zlatá poklice mísy
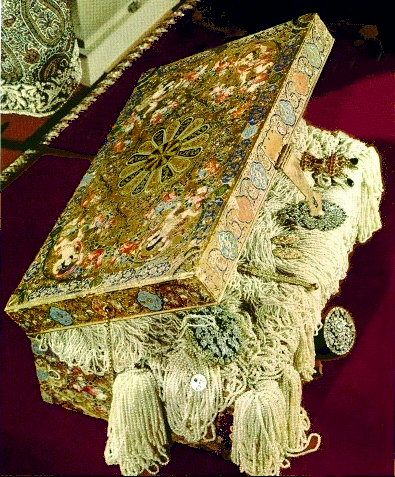
Truhlice s perlami